# Acer pictum
Acer pictum — вид квіткових рослин із роду клен (Acer).

## Морфологічна характеристика
Acer pictum — листопадне однодомне дерево, яке може виростати до 25 метрів у висоту. Кора сіра. Гілочки тонкі, голі; зимові бруньки майже кулясті. Листки: листкові ніжки 4–6 см завдовжки, тонкі й голі; листові пластинки знизу блідо-зелені й голі за винятком жовтуватих чи білуватих волосків на жилках чи в пазухах жилок, інколи знизу запушені, зверху темно-зелені й голі, довгасті, (8)9–11(12) × (4)6–8(12) см, 3-, 5-, 7- або 9-лопатеві, частки трикутні або яйцеподібні, край цільний, верхівка загострена або хвостувато загострена. Суцвіття верхівкові, волотисто-щиткоподібні, ≈ 4 × 4 см, голі, багатоквіткові. Чашолистків 5, зеленувато-жовті, довгасті, 2–8 мм, війчасті, верхівка тупа. Пелюсток 5, білуваті, еліптичні або еліптично-оберненояйцюваті, ≈ 3 мм. Тичинок 8, коротші від пелюсток, голі. У зрілому вигляді плоди жовтуваті; горішки плоскі, 10–13 × 8–10 мм; крила довгасті, разом з горішком 30–35 × 10–15 мм, крила різносторонньо розпростерті. Період цвітіння: квітень і травень; період плодоношення: вересень. 2n = 26.

## Середовище проживання
Країни проживання: Китай (Чжецзян, Юньнань, Тибет, Сичуань, Шаньсі, Шеньсі, Ней Монгол, Аньхой, Ганьсу, Хебей, Хейлунцзян, Хенань, Хубей, Хунань, Цзянсу, Цзілінь, Ляонін), Японія, Північна Корея, Південна Корея, Монголія, Росія Східної Азії, В'єтнам. Зростає в лісистих долинах на висотах 0–3300 метрів.

## Використання
Acer pictum можна використовувати для деревини, але не цінної. Деревина може бути використана для різноманітних будівельних і столярних цілей. Він також використовується для виробництва побутових товарів, таких як звичайні іграшки, і використовується у виробництві музичних інструментів, меблів і спортивного обладнання. Його листя і коріння мають широке застосування в медицині. Породу також можна використовувати для отримання дров або як декоративне дерево. Він використовується для стабілізації дюн для зменшення ерозії та як захист від вітру.

## Підвидові таксони
Підвидові таксони:
- Acer pictum subsp. dissectum (Wesm.) H.Ohashi
- Acer pictum subsp. glaucum (Koidz.) H.Ohashi
- Acer pictum subsp. macropterum (W.P.Fang) H.Ohashi
- Acer pictum subsp. mayrii (Schwer.) H.Ohashi
- Acer pictum subsp. mono (Maxim.) H.Ohashi
- Acer pictum subsp. pictum
- Acer pictum subsp. pubigerum (W.P.Fang) Y.S.Chen
- Acer pictum subsp. savatieri (Pax) H.Ohashi
- Acer pictum subsp. taishakuense (Ogata) H.Ohashi
- Acer pictum subsp. tricuspis (Rehder) H.Ohashi

## Галерея

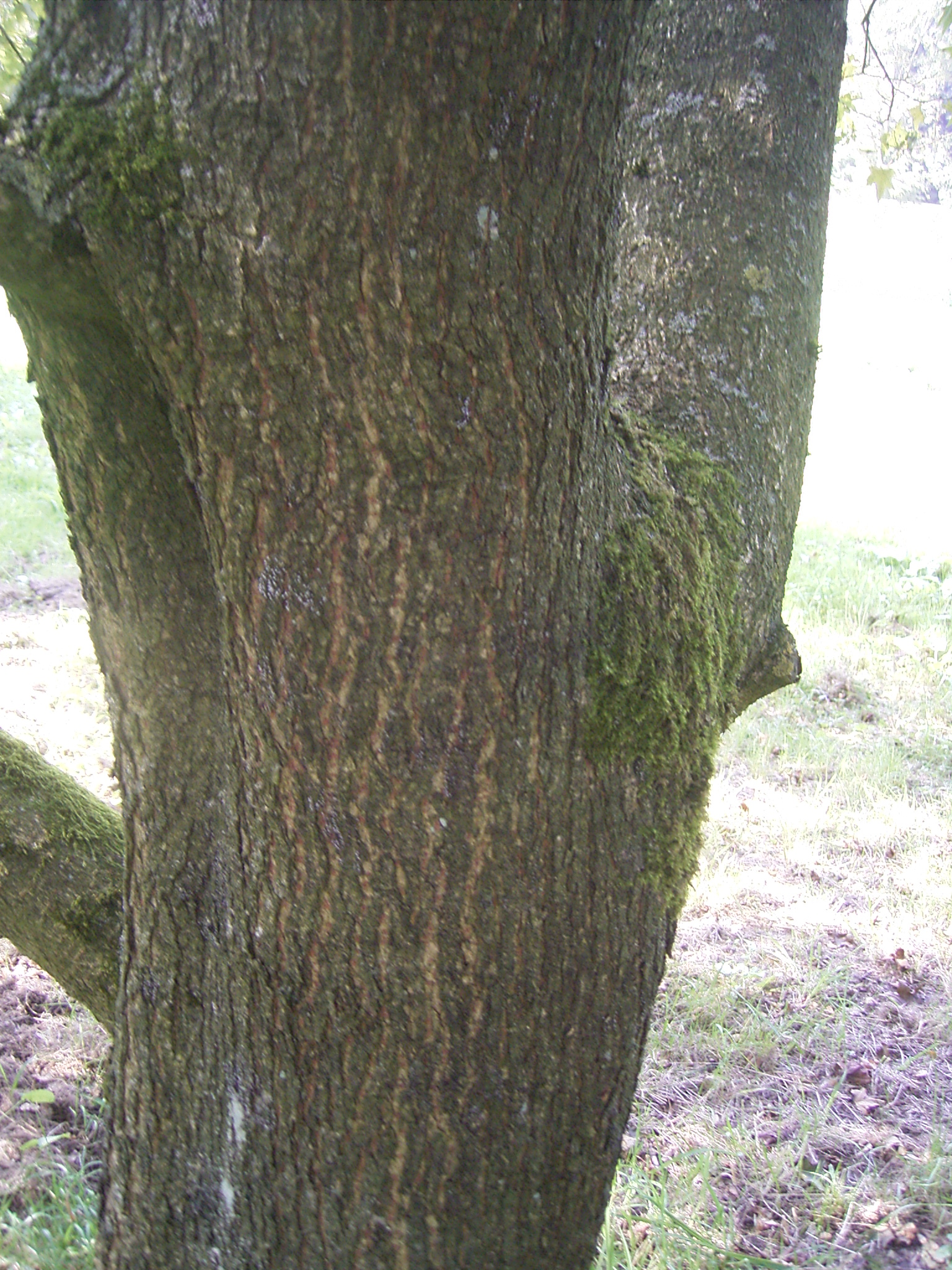
стовбур
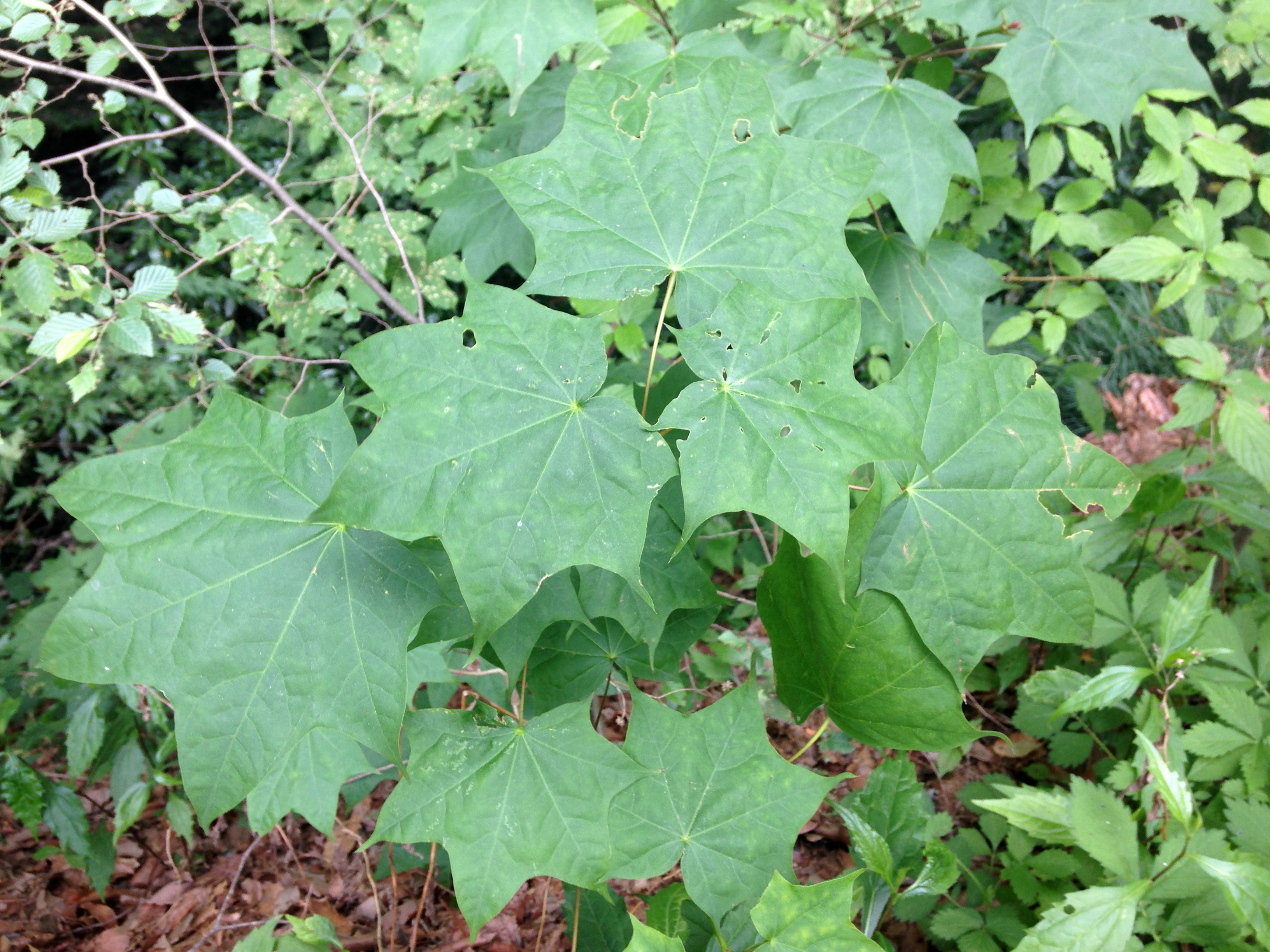
листя
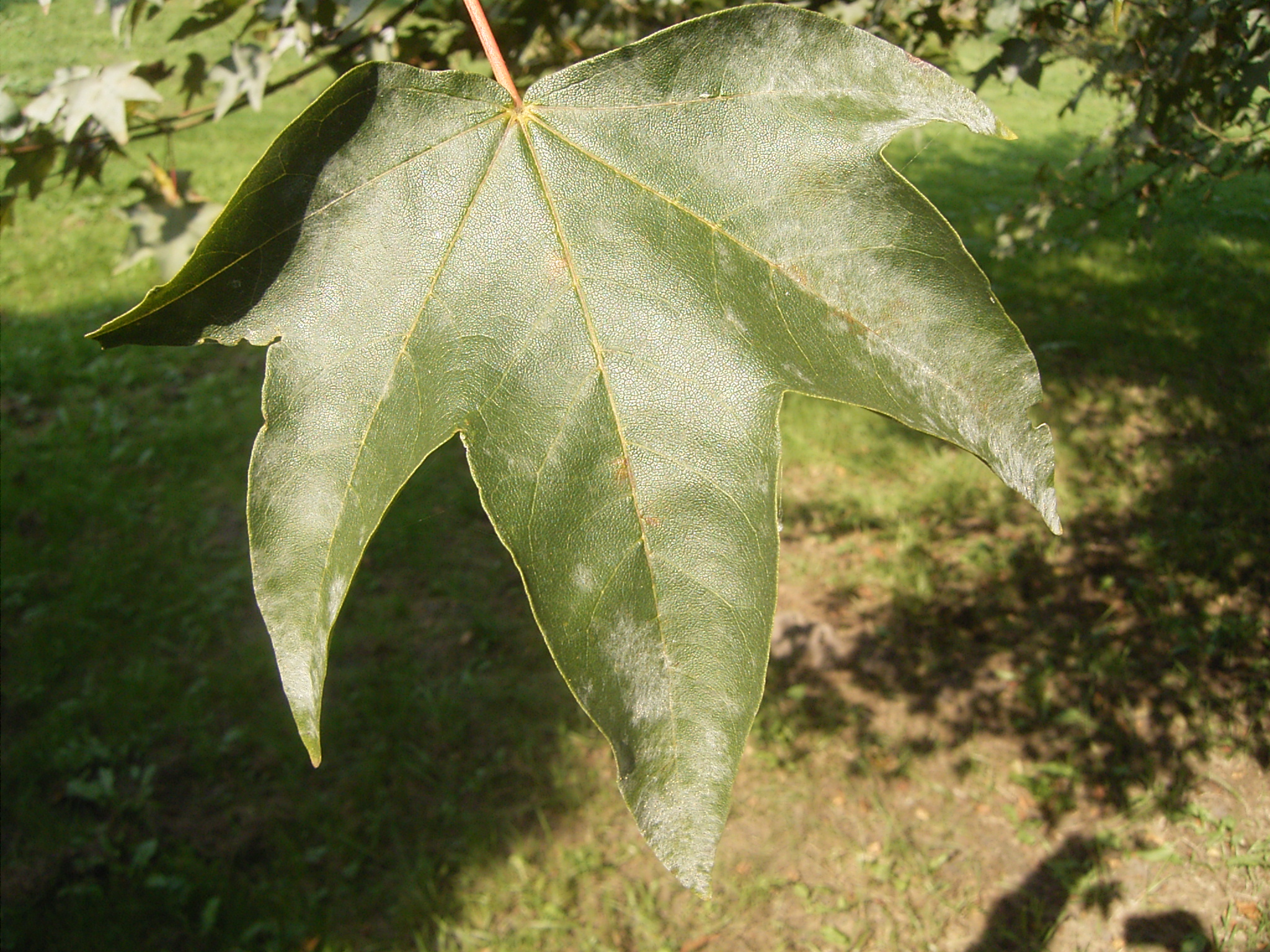
листя